# Fußball-Weltmeisterschaft 1966/Uruguay

Logo der Fußball-WM 1966

Logo des uruguayischen Verbandes AUF

Dieser Artikel behandelt die uruguayische Nationalmannschaft bei der Fußball-Weltmeisterschaft 1966.

## Qualifikation
Uruguay bekam in der Qualifikation für die Endrunde der Weltmeisterschaft 1966 Peru und Venezuela zugelost.
Die uruguayischen Vereine verloren in der Folge der Wirtschaftskrise (1959–1967) viele talentierte Fußballer an ausländische Vereine, diese standen auch für die Nationalmannschaft nicht zur Verfügung. Daher musste ein Teil der WM-Elf von 1962 ersetzt werden. Die Spieler Uruguays spielten ausnahmslos bei Vereinen aus der Hauptstadt Montevideo, der Großteil davon bei CA Peñarol und Nacional. In nur drei Wochen trug Uruguay seine vier Qualifikationsspiele aus. Am Ende qualifizierte man sich der zweifache Weltmeister ohne Punktverlust und nahm damit zum fünften Mal an einer WM-Endrunde teil.
Zum Auftakt spielte man am 23. Mai 1965 im Estadio Centenario vor 17.000 Zuschauern gegen Venezuela, das als Fußball-Däumling in Südamerika galt. Selbst bei den beiden größten Vereinen des Landes spielte nicht ein einziger Venezolaner, sondern Argentinier, Brasilianer, Peruaner und Kolumbianer. Dementsprechend war auch der Spielverlauf. Bis zur Pause führten die Urus durch zwei Treffer von Héctor Silva mit 2:0. Nach der Pause legte Silva sein drittes Tor nach, ehe durch Treffer von Danilo Meneses und Pedro Rocha der 5:0-Endstand erzielt wurde.
Zum Rückspiel in Caracas am 30. Mai kamen 13.000 Zuschauer. Durch ein Tor von Santana ging der Gastgeber überraschend mit 1:0 in Führung, doch die venezolanische Elf war nicht stark genug, um diesen Vorsprung zu sichern. Noch vor der Pause glich Rocha nach Vorlage von Meneses aus. Nach der Pause stellten Uruguay die Stürmerreihe um und wurde dadurch offensiv deutlicher stärker. Noch vor der 60. Minute trafen José Urruzmendi und Rocha zum 3:1-Endstand für die Gäste.
Nach den beiden Pflichtsiegen folgte mit Peru ein etwas stärkerer Gegner, der seine beiden Spiele gegen Venezuela ebenfalls bereits gewonnen hatte.
Im Hinspiel in Peru musste der zweifache Weltmeister lange zittern. Vor 45.000 Zuschauern im Estadio Nacional in Lima, war der Gastgeber die tonangebende Mannschaft. Als Glücksgriff stellte sich auf Seiten der Urus dabei die Aufstellung von Torhüter Walter Taibo heraus. Der Schlussmann verhinderte mit seinen Paraden den Rückstand. Nach einem Pfostentreffer der Peruaner erzielte Urruzmendi im direkten Gegenzug den einzigen Treffer des Tages.
Im letzten offiziellen Spiel der Qualifikationsgruppe, am 13. Juni in Montevideo, fanden sich 60.000 Zuschauer im Centenario-Stadion ein. Den Uruguayern genügte nach dem Hinspielsieg ein Unentschieden. Im Falle eines peruanischen Sieges, hätte zwei Tage später im argentinischen Buenos Aires ein Entscheidungsspiel stattgefunden. Bereits kurz nach Spielbeginn ging der Außenseiter aus Peru in Führung. Doch Hector Silva und Pedro Rocha, die beiden besten Uruguayer, drehten die Partie. Zunächst bediente Rocha Silva, der in der 20. Minute den Ausgleich erzielte. Mitte der zweiten Hälfte spielten die beiden mit direktem Kurzpassspiel die peruanische Abwehr aus. Rocha schloss den Angriff dann per Kunstschuss zum 2:1-Siegtreffer ab.
| Uruguay   | – | Venezuela | 5:0 (2:0) |
| Venezuela | – | Uruguay   | 1:3 (1:1) |
| Peru      | – | Uruguay   | 0:1 (0:0) |
| Uruguay   | – | Peru      | 2:1 (1:1) |

## Uruguayisches Aufgebot
| Nummer / Name | Nummer / Name         | Damaliger Verein    | Geburtstag | Sp.      | Tor      | Rot      |          |          |
| Torhüter      | Torhüter              | Torhüter            | Torhüter   | Torhüter | Torhüter | Torhüter | Torhüter | Torhüter |
| ------------- | --------------------- | ------------------- | ---------- | -------- | -------- | -------- | -------- | -------- |
| 1             | Ladislao Mazurkiewicz | Peñarol Montevideo  | 14.02.1945 | 4        | 0        | 0        |          |          |
| 12            | Roberto Sosa          | Nacional Montevideo | 14.06.1935 | 0        | 0        | 0        |          |          |
| 22            | Walter Taibo          | Nacional Montevideo | 07.03.1931 | 0        | 0        | 0        |          |          |
| Abwehr        |                       |                     |            |          |          |          |          |          |
| 16            | Eliseo Álvarez        | Rampla Juniors      | 27.07.1940 | 0        | 0        | 0        |          |          |
| 14            | Emilio Walter Álvarez | Nacional Montevideo | 10.02.1939 | 0        | 0        | 0        |          |          |
| 6             | Omar Caetano          | Peñarol Montevideo  | 09.11.1938 | 4        | 0        | 0        |          |          |
| 13            | Nelson Díaz           | Peñarol Montevideo  | 12.01.1942 | 0        | 0        | 0        |          |          |
| 4             | Pablo Forlán          | Peñarol Montevideo  | 14.07.1945 | 0        | 0        | 0        |          |          |
| 5             | Néstor Gonçalves      | Peñarol Montevideo  | 27.04.1936 | 4        | 0        | 0        |          |          |
| 3             | Jorge Manicera        | Nacional Montevideo | 04.11.1938 | 4        | 0        | 0        |          |          |
| 2             | Horacio Troche        | Peñarol Montevideo  | 14.02.1936 | 4        | 0        | 1        |          |          |
| 15            | Luis Ubiña            | Rampla Juniors      | 07.06.1940 | 4        | 0        | 0        |          |          |
| Mittelfeld    |                       |                     |            |          |          |          |          |          |
| 7             | Julio Cortés          | Peñarol Montevideo  | 29.03.1941 | 4        | 1        | 0        |          |          |
| 10            | Pedro Rocha           | Peñarol Montevideo  | 03.12.1942 | 4        | 1        | 0        |          |          |
| 17            | Héctor Salvá          | Danubio FC          | 27.11.1939 | 1        | 0        | 0        |          |          |
| 18            | Milton Viera          | Nacional Montevideo | 11.05.1946 | 3        | 0        | 0        |          |          |
| Angriff       |                       |                     |            |          |          |          |          |          |
| 21            | Víctor Espárrago      | Nacional Montevideo | 06.10.1944 | 0        | 0        | 0        |          |          |
| 11            | Domingo Pérez         | Nacional Montevideo | 07.06.1936 | 4        | 0        | 0        |          |          |
| 20            | Luis Ramos            | Nacional Montevideo | 09.10.1939 | 0        | 0        | 0        |          |          |
| 9             | José Francisco Sasía  | Defensor            | 27.12.1933 | 2        | 0        | 0        |          |          |
| 19            | Héctor Silva          | Peñarol Montevideo  | 01.02.1940 | 2        | 0        | 1        |          |          |
| 8             | José Urruzmendi       | Nacional Montevideo | 25.08.1944 | 0        | 0        | 0        |          |          |
| Trainer       |                       |                     |            |          |          |          |          |          |
|               | Ondino Viera          |                     | 10.09.1901 |          |          |          |          |          |

## Spiele der uruguayischen Mannschaft

### Vorrunde
| England | – | Uruguay    |  | 0:0       |
| Uruguay | – | Frankreich |  | 2:1 (2:1) |
| Mexiko  | – | Uruguay    |  | 0:0       |

Das erste Gruppenspiel gegen die englische Fußballnationalmannschaft fand am 11. Juli im Londoner Wembley-Stadion statt. 87.000 Zuschauer verfolgten die vom Ungar István Zsolt geführte Partie gegen den Gastgeber und späteren Weltmeister.
Am 15. Juli fand das zweite Gruppenspiel im Londoner White City Stadium statt. Gegen die französische Fußballnationalmannschaft gelang ein 2:1-Sieg. Nach der Führung der Franzosen durch Héctor De Bourgoing (15. Minute) per Elfmeter sicherten Pedro Rocha (26.) und Julio César Cortés (31.) noch in der ersten Halbzeit den 2:1-Endstand. Schiedsrichter der Begegnung vor 45.000 Zuschauern war der Tscheche Karol Galba.
Das dritte Gruppenspiel gegen Mexiko wurde am 19. Juli auch im Wembley-Stadion ausgetragen. 61.000 Zuschauer sahen die vom Schweizer Schiedsrichter Bertil Lööw geleitete torlose Partie.
Mit den zwei Unentschieden gegen England und Mexiko sowie dem Sieg gegen Frankreich qualifizierte sich die uruguayische Nationalmannschaft als Gruppenzweiter für das Viertelfinale.

### Viertelfinale
| BR Deutschland | – | Uruguay |  | 4:0 (1:0) |

Das Viertelfinalspiel gegen die deutsche Fußballnationalmannschaft, den späteren Vizeweltmeister, fand am 23. Juli im Hillsborough Stadium in Sheffield statt. Helmut Haller (11. Minute), Franz Beckenbauer (70.), Uwe Seeler (75.) und noch einmal Haller (83.) schossen die Tore, Schiedsrichter der Partie vor 35.000 Zuschauern war James „Jim“ Finney.

Mit dieser Niederlage schied die uruguayische Nationalmannschaft aus dem Turnier aus.